# Raphaël Guerreiro
Raphaël Adelino José Guerreiro (* 22. prosince 1993 Le Blanc-Mesnil) je portugalský profesionální fotbalista, který hraje na pozici levého obránce či záložníka za německý tým FC Bayern Mnichov a za portugalský národní tým.
Narodil se ve Francii a svoji kariéru začal v Caen. V roce 2013 podepsal smlouvu s Lorientem, ve kterém debutoval v Ligue 1. V červnu 2016 přestoupil do Borussie Dortmund. Guerreiro reprezentoval Portugalsko na úrovni do 21 let, poté na seniorské úrovni. Poprvé byl pozván do reprezentace v roce 2014.
Byl součástí národního týmu na Mistrovství světa 2018 v Rusku. Již předtím se účastnil evropského turnaje Euro 2016, které Portugalsko ve Francii vyhrálo a pět let na to se účastnil kvůli pandemii covidu-19 odloženého Eura 2020.

## Klubová kariéra

### Caen
Narodil se v Le Blanc-Mesnil, Seine-Saint-Denis portugalskému otci a francouzské matce. Hrál mládežnický fotbal za tři kluby a v roce 2008 ve věku 14 let podepsal smlouvu ve Stade Malherbe Caen. Poté, co začal na seniorské úrovni s rezervním týmem, debutoval v sezoně 2012/13. Byl také zvolen do týmu roku.

### Lorient
Dne 27. června 2013 se přesunul do Ligue 1, a to po podepsání čtyřleté smlouvy s FC Lorient. V týmu debutoval 10. srpna proti Lille OSC, hrál celých 90 minut a Lorient prohrál 0:1.
1. listopadu vstřelil svůj první gól za Lorient a otevřel tak skóre v zápasu proti držitelům titulu Paris Saint-Germain, ale jeho tým nakonec utrpěl porážku 1:2. Sezonu ukončil se sedmi vstřelenými brankami a pomohl týmu odvrátit sestup.

### Borussia Dortmund
16. června 2016 ho získala Borussia Dortmund, kde Guerreiro podepsal čtyřletý kontrakt. Borussia měla údajně za fotbalistu zaplatit 12 mil. eur. Pod trenérem Thomasem Tuchelem byl primárně nasazován jako záložník.
Na začátku sezóny 2020/21 vynechal superpohárové utkání Borussie Dortmund s Bayernem Mnichov, jeho mužstvo Bavorům podlehlo. Ve 12. kole otevřel střelou skóre venkovního zápasu v Brémách, kde 15. prosince 2020 pomohl vyhrát 2:1.
V závěrečném skupinovém zápase v Lize mistrů 2. prosince pomohl gólem k domácí remíze 1:1 s Laziem Řím. Borussia Dortmund si ziskem jednoho dalšího bodu zaručila účast v jarním osmifinále.
Ve 22. kole se gólově podílel na venkovní výhře 4:0 proti rivalovi Schalke v závěru února.
V dubnu podstoupil čtvrtfinálový dvojzápas s anglickým Manchesterem City, na který jeho mužstvo nestačilo a prohrálo oba zápasy výsledkem 1:2.
Borussia prošla do finále domácího poháru, ve kterém se 13. května 2021 střetla s RB Lipsko. Guerreiro finále odehrál a byl tedy přítomen u vítězství 3:2.

### Bayern Mnichov
Guerreiro se oficiálně upíše v létě 2023 po skončení smlouvy s Borussií Dortmund mnichovskému Bayernu do roku 2026.

## Reprezentační kariéra
Guerreiro přijal výzvu k reprezentaci Portugalska na úrovni do 21 let, kterou mu poslal trenér Rui Jorge a debutoval 21. března 2013 v domácí porážce 0:1 proti Švédsku. 7. listopadu 2014, přestože sotva uměl portugalsky, byl vybrán Fernandem Santosem pro kvalifikaci portugalské reprezentace na UEFA Euro 2016 na zápas proti Arménii a přátelské utkání s Argentinou.
Guerreiro byl vybrán do základní sestavy pro Euro 2016. Hned v prvním zápase hrál 90 minut a Portugalsko remizovalo 1:1 s Islandem na Saint-Étienne. Ve finále porazilo Portugalsko Francii 1:0. Během soutěže byl Guerreiro nominován na cenu pro mladého hráče turnaje, kterou nakonec získal jeho spoluhráč Renato Sanches.
Navzdory zranění v sezoně byl Guerreiro nominován na mistrovství světa 2018.
V půlce června 2021 odstartovalo Euro 2020, během něhož Portugalci na úvod porazili 3:0 domácí Maďarsko. Guerreirova gólová tečovaná střela v 84. minutě dala týmu vedení 1:0.
Celých 90 minut odehrál proti Německu (prohra 2:4) a i Francii (remíza 2:2), po těchto zápasech postoupilo Portugalsko do osmifinále ze třetí příčky.
Představil se na Mistrovství světa, které v listopadu a prosinci 2022 pořádal Katar. Objevil se v základní sestavě prvního utkání proti Ghaně dne 24. listopadu, ve kterém Portugalsko vyhrálo 3:2. O čtyři dny později dostal na levém kraji obrany důvěru trenéra Santose Nuno Mendes. Mendes se však před poločasovou přestávkou zranil a Guerreiro jej nahradil. Ve druhém poločase nahrával Fernandesovi, jehož následný centr skončil v síti Uruguaye. Fernandes vstřelil z penalty vítězný gól na 2:0 a Portugalsko si zaručilo osmifinále.

## Osobní život
V roce 2014 Guerreiro uvedl, že podporuje Benfiku Lisabon. Sníval také o tom, že bude hrát za Real Madrid a jeho vzorem byl Cristiano Ronaldo. Jeho portugalský trenér do 21 let, Rui Jorge, si ho pamatoval jako velmi introvertního člověka, částečně kvůli jeho jazykovým obtížím.

## Statistika kariéry

### Klub
| Klub              | Sezona            | Liga   | Liga | Pohár  | Pohár | Ligový pohár | Ligový pohár | Evropa | Evropa | Jiné   | Jiné | Celkem | Celkem |
| Klub              | Sezona            | Zápasy | Góly | Zápasy | Góly  | Zápasy       | Góly         | Zápasy | Góly   | Zápasy | Góly | Zápasy | Góly   |
| ----------------- | ----------------- | ------ | ---- | ------ | ----- | ------------ | ------------ | ------ | ------ | ------ | ---- | ------ | ------ |
| Caen II           | 2010–11           | 21     | 1    | —      | —     | —            | —            | —      | —      | —      | —    | 21     | 1      |
| Caen II           | 2011–12           | 34     | 3    | —      | —     | —            | —            | —      | —      | —      | —    | 34     | 3      |
| Caen II           | Celkem            | 55     | 4    | —      | —     | —            | —            | —      | —      | —      | —    | 55     | 4      |
| Caen              | 2012–13           | 38     | 1    | 1      | 0     | 2            | 0            | —      | —      | —      | —    | 41     | 1      |
| Lorient           | 2013–14           | 34     | 0    | 0      | 0     | 0            | 0            | —      | —      | —      | —    | 34     | 0      |
| Lorient           | 2014–15           | 34     | 7    | 1      | 0     | 1            | 0            | —      | —      | —      | —    | 36     | 7      |
| Lorient           | 2015–16           | 34     | 3    | 2      | 0     | 5            | 0            | —      | —      | —      | —    | 41     | 3      |
| Lorient           | Celkem            | 102    | 10   | 3      | 0     | 6            | 0            | —      | —      | —      | —    | 111    | 10     |
| Borussia Dortmund | 2016–17           | 24     | 6    | 5      | 0     | —            | —            | 6      | 1      | —      | —    | 35     | 7      |
| Borussia Dortmund | 2017–18           | 9      | 1    | 2      | 0     | —            | —            | 4      | 1      | —      | —    | 15     | 2      |
| Borussia Dortmund | 2018–19           | 23     | 2    | 3      | 0     | —            | —            | 6      | 4      | —      | —    | 32     | 6      |
| Borussia Dortmund | 2019–20           | 20     | 5    | 0      | 0     | —            | —            | 8      | 0      | 1      | 0    | 29     | 5      |
| Borussia Dortmund | Celkem            | 76     | 14   | 10     | 0     | —            | —            | 24     | 6      | 1      | 0    | 111    | 20     |
| Celkem za kariéru | Celkem za kariéru | 271    | 29   | 14     | 0     | 8            | 0            | 24     | 6      | 1      | 0    | 318    | 35     |

### Reprezentace
| Portugalsko | Portugalsko | Portugalsko |
| Rok         | Zápasy      | Góly        |
| ----------- | ----------- | ----------- |
| 2014        | 2           | 1           |
| 2015        | 1           | 0           |
| 2016        | 13          | 1           |
| 2017        | 4           | 0           |
| 2018        | 10          | 0           |
| 2019        | 9           | 0           |
| Celkem      | 39          | 2           |

## Úspěchy a trofeje

### Klub

#### Borussia Dortmund
- vítěz DFB-Pokal (2×): 2016/17, 2020/21[19]
- vítěz DFL-Supercup (1×): 2019[19]

### Reprezentace

#### Portugalsko U21
- finalista Mistrovství Evropy hráčů do 21 let: 2015[19]

#### Portugalsko
- vítěz Mistrovství Evropy: 2016[19]
- bronz na Konfederačním poháru FIFA: 2017
- vítěz Ligy národů UEFA: 2018/19[19]

### Individuální

#### Klubové
- Nejlepší jedenáctka Ligue 2: 2012/13[20]
- Průlomová jedenáctka Ligy mistrů UEFA: 2016[21]
- Nejlepší jedenáctka sezóny Bundesligy podle kickeru – 2022/23[22]

#### Reprezentační
- Tým turnaje Mistrovství Evropy hráčů do 21 let: 2015[23]
- Tým turnaje Mistrovství Evropy: 2016[24]